# Коньяк (замок)

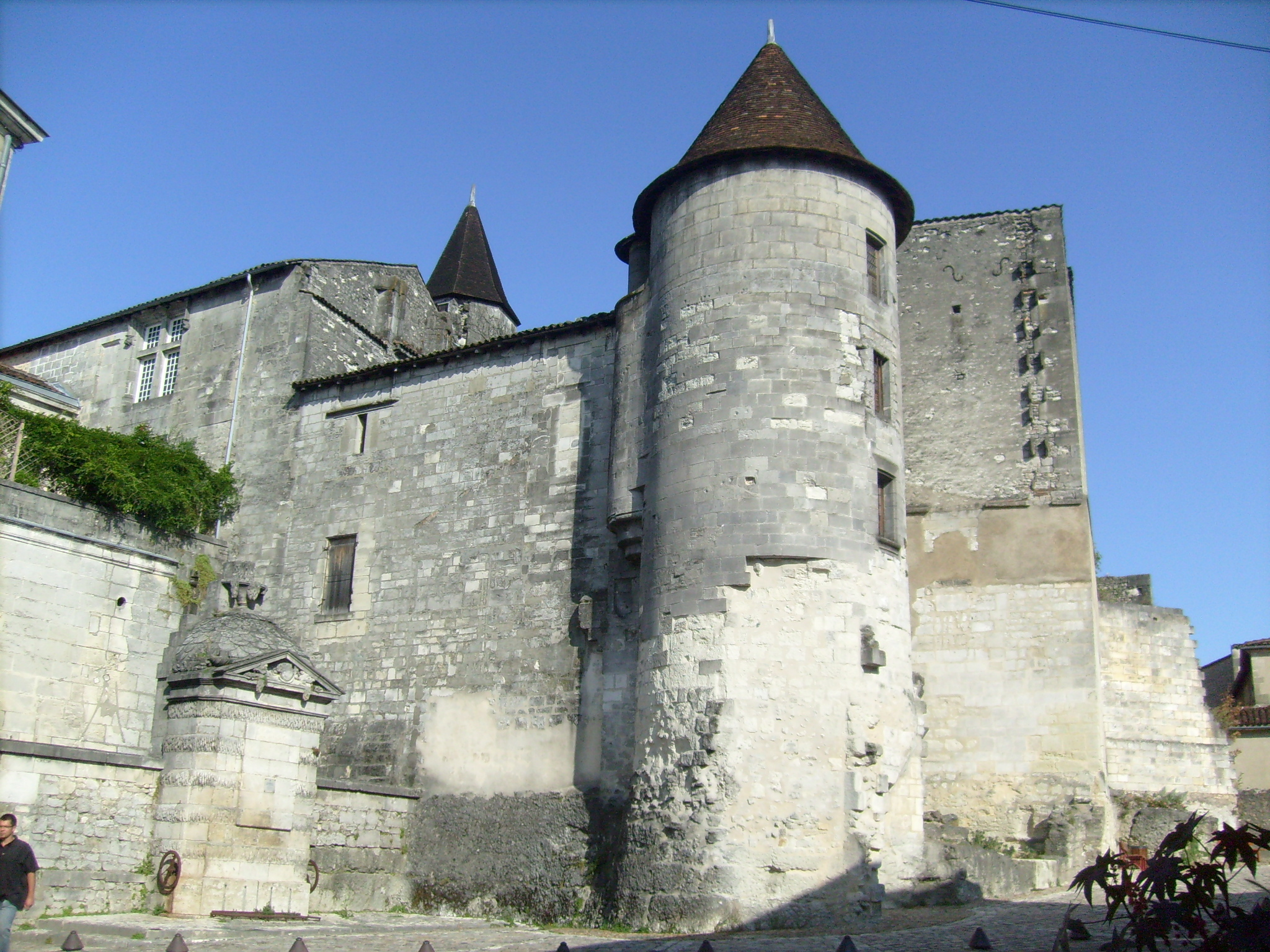
Замок Валуа в городе Коньяк

Замок Коньяк (фр. Château de Cognac) — средневековый замок в одноимённом городе. Также известен как замок Валуа (фр. Château des Valois) или замок Франциска I (фр. Château de François Ier).
Первое укрепление на месте замка датируется X веком, оно построено первым сеньором Коньяка в районе 950 года. Согласно грамоте 1030 года и документам о строительстве церкви Сен-Леже и прилегающих к ней монастырских постройках, построенных с 1031 года бенедиктинцами, примерно в 1000 году семейство де Вильбуа поселилось здесь, основав свою династию. В XI и XII веках Вильбуа были владельцами замка.
В 1366—1370 годах замок Коньяк вместе с Ангулемским замком был главной резиденцией Чёрного Принца.
В 1494 году в замке родился будущий король Франциск I.
После Великой революции, в 1795 году, замок был приобретён торговцами Отар и Дюпюи. В XIX веке ремонтные работы привели к разрушению некоторых частей замка, однако, позже были проведена реставрация. До настоящего времени здесь располагается коньячный дом «Otard» (фр., серия коньяков «Baron Otard»).
В 1925 году признан историческим памятником Франции.

## Галерея

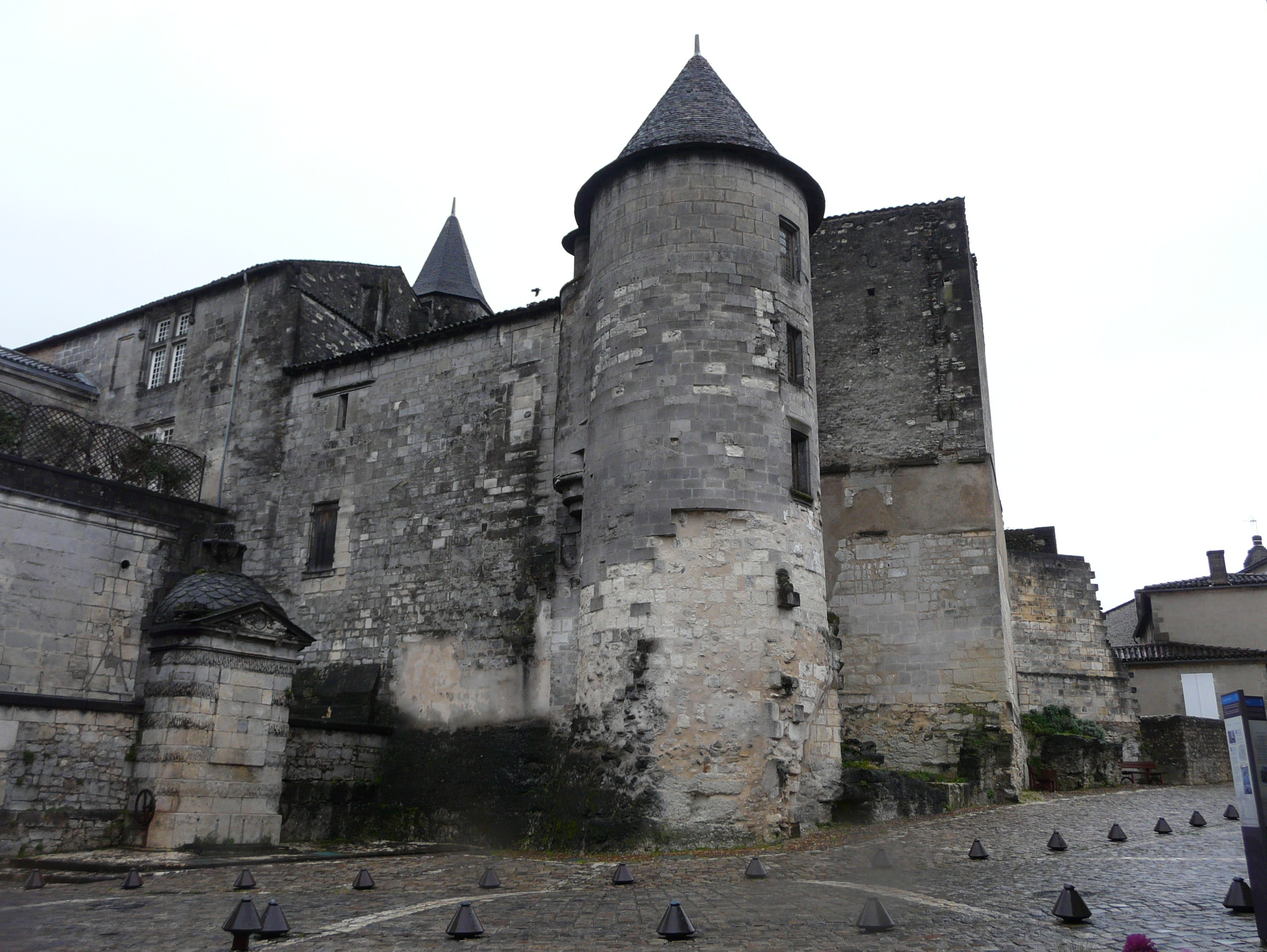
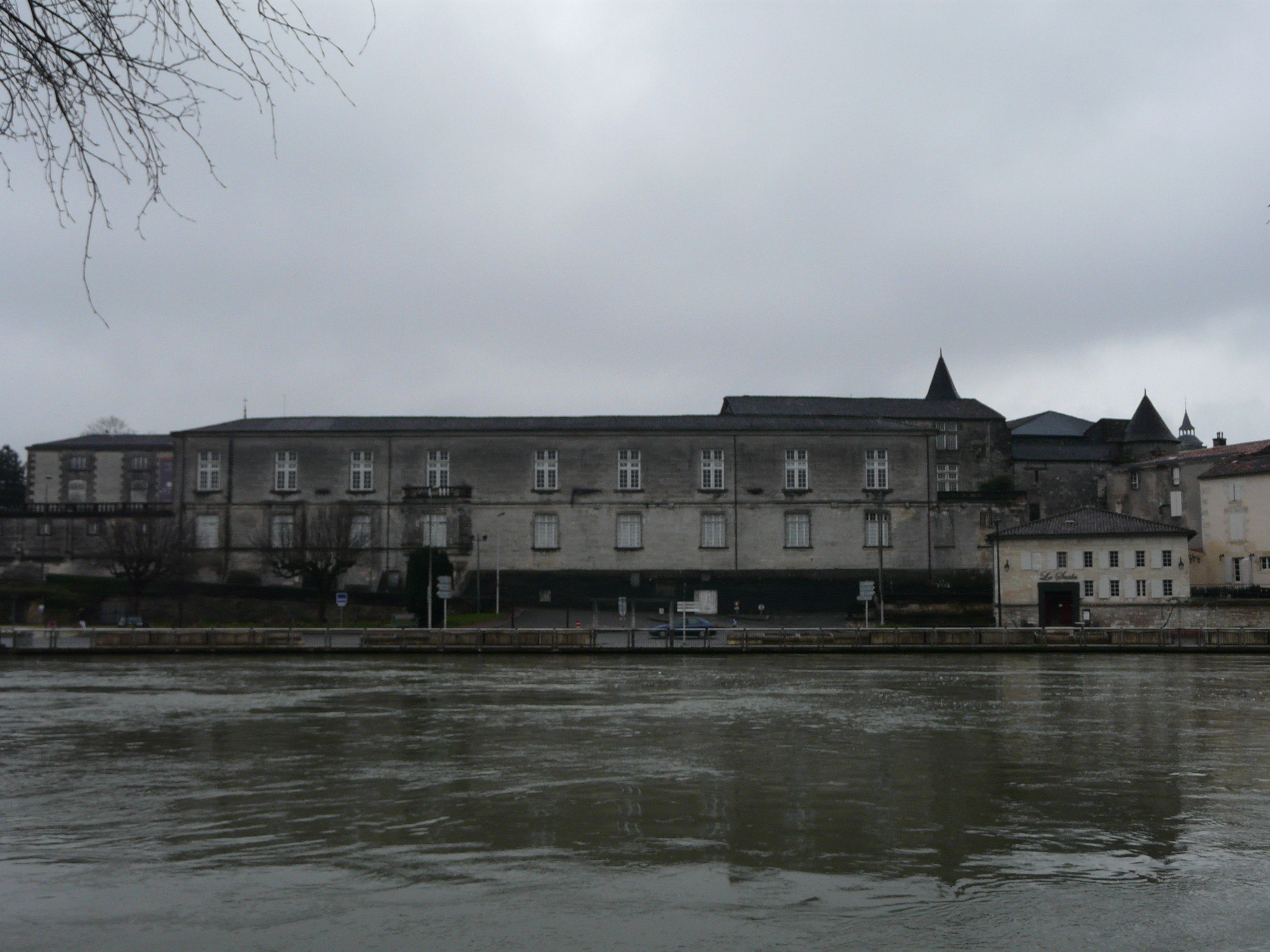
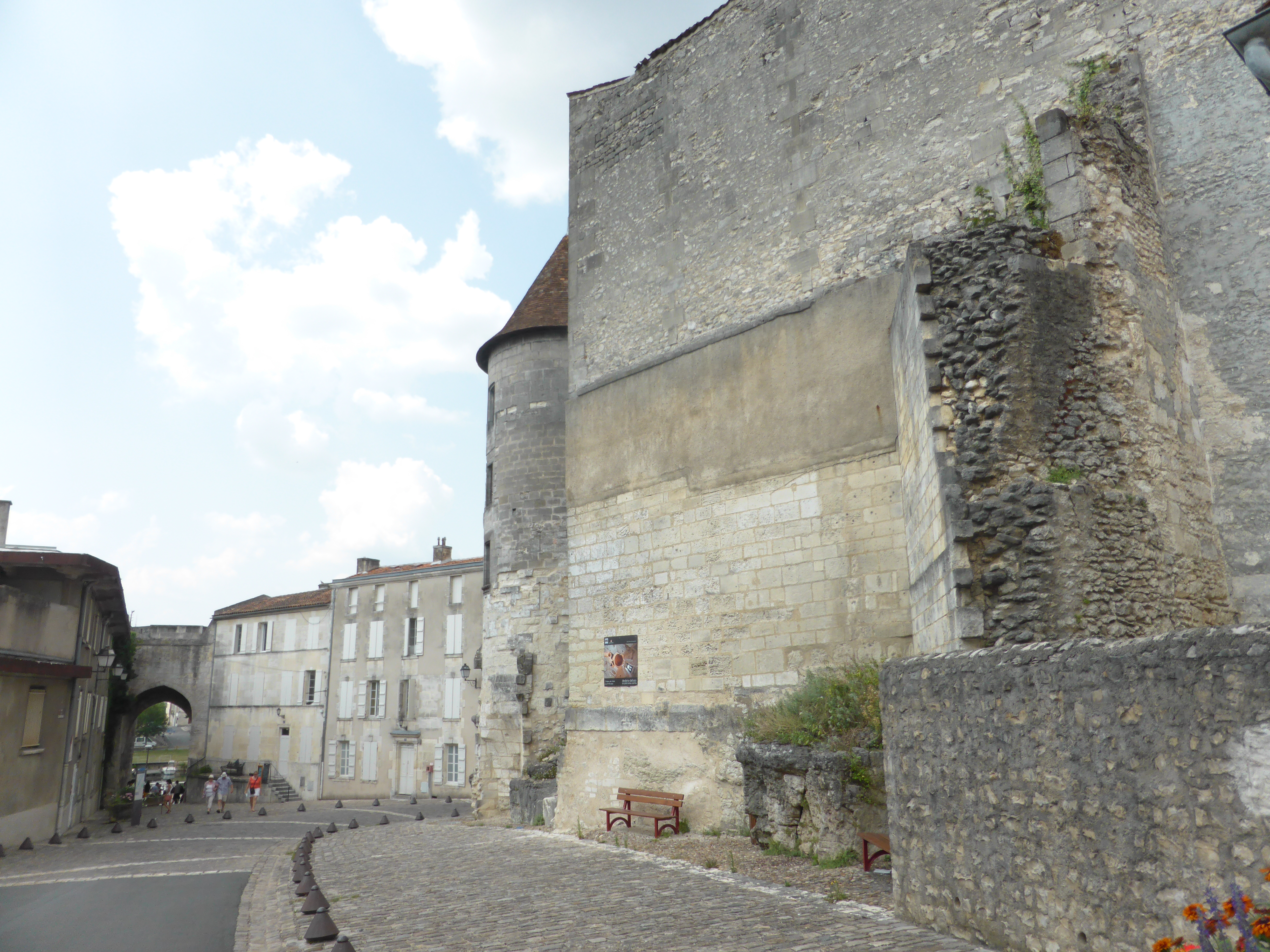
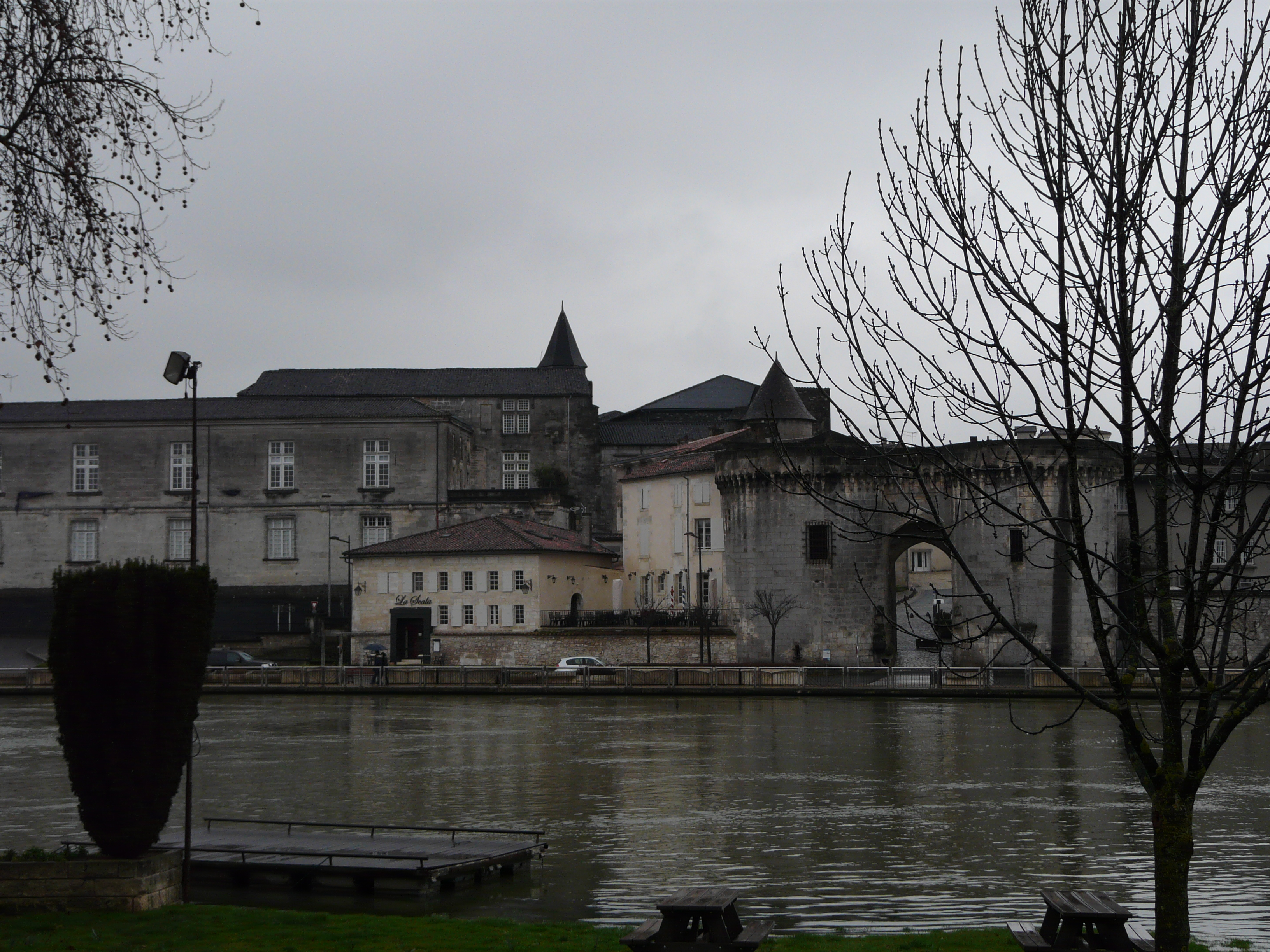